# Викуловский район
Ви́куловский райо́н — административно-территориальная единица (район) и муниципальное образование (муниципальный район) в Тюменской области России.
Административный центр — село Викулово.

## География
Викуловский район расположен на северо-востоке Тюменской области. С севера, востока и юго-востока район граничит с Усть-Ишимским, Большеуковским и Крутинским районами Омской области; с юга, запада и северо-запада — с Абатским, Сорокинским и Вагайским районами Тюменской области. Протяженность границ 450 км. Протяженность с севера на юг — 102 км, с запада на восток — 130 км. Площадь территории — 5800 км².
В Викуловском районе около ста озёр, большинство которых образовалось из старых русел реки Ишим. Самые древние и большие озёра: Чуртанское, Калган, Марьино, Большой тарнакуль, Мочало, Килейное. Болота занимают примерно 22 % территории района.
В районе расположен заказник регионального значения Викуловский (74 183 га), третий по площади на юге Тюменской области.

## Население
| 2002    | 2009    | 2010    | 2011    | 2012    | 2013    | 2014    |
| ------- | ------- | ------- | ------- | ------- | ------- | ------- |
| 18 383  | ↘17 498 | ↘16 435 | ↘16 411 | ↘16 059 | ↘15 959 | ↘15 816 |
| 2015    | 2016    | 2017    | 2018    | 2019    | 2020    | 2021    |
| ↘15 768 | ↘15 579 | ↘15 510 | ↘15 431 | ↘15 267 | ↘15 108 | ↘15 082 |

## История
До XX века
Первые русские появились в этих землях как раз во время походов против татар: в 1591 году под предводительством Кольцова-Масальского и в 1607 г. — Назария Изьетдинова, то есть вскоре после знаменитого похода казаков во главе с Ермаком в 1581-84 годах.
С конца 16 века грузы перевозили между Тобольском и Тарой вдоль левого берега Иртыша, но впоследствии нашёлся более коротки путь-вдоль реки Вагая, его правого притока Балахлея, вдоль притоков Ишима, Большого Ика и Барсука. Река Ишим оказалась посередине этого торгового пути в 600 вёрст, а длинный выступ-Шаньгин бугор-приметным местом и ориентиром для ямщиков.
Присоединённые к России земли нужно было защищать от набегов кочевников и татар из степей Казахстана, и потому довольно быстро была построена первая оборонительная линия — Старо-Ишимская. В период разведки и строительства оборонительной полосы стрельцы высмотрели удобное место для изб на Шаньгином бугре, так что, может быть, основали Викулово военные. После улучшения защиты русского населения от кочевников началось земледельческое освоение Нижнего Приишимья, а также с появлением у населения уверенности в своей безопасности усилился и приток русских.
В 1854, 1856 и 1859 годах на реке Ишим весной были очень высокие паводки с затоплением селений в долине. Во время этих затоплений река Ишим спрямила своё русло по Верхнему лугу, при этом образовалась из старого русла весьма извилистая и длинная (28 км) Викуловская старица. Река таким образом отделила от основной части слободы до десятка усадеб (Кайгородовых, Прокопьевых, Чечеровых и других) на Шаньгином бугре. Впоследствии отделённые жители переселились в основную часть села. Так перестал быть населённым Шаньгин бугор, где сегодня можно увидеть памятник основателям Викуловской слободы.
История создания района
Викуловский район образован на основании постановлений ВЦИК от 3 и 12 ноября 1923 года в составе Ишимского округа Уральской области из Викуловской, Каргалинской, Озернинской, Чуртанской, части Готопутовской и части Челноковской волостей Ишимского уезда Тюменской губернии.
В район вошло 38 сельсоветов: Ачимовский, Базарихинский, Балагановский, Березинский, Большебоковский, Боровлянский, Боровской, Бородинский, Викуловский, Волынкинский, Вяткинский, Ермаковский, Жигульский, Заборский, Знаменщиковский, Калининский, Каргалинский, Катайский, Коточиговский, Малаховский, Малиновский, Михайловский, Николаевский, Одинский, Озернинский, Пестовский, Поддубровинский, Покровский, Рябовский, Серебрянский, Скрипкинский, Смирновский, Тамакульский, Ташаирский, Усть-Барсукский, Чебаклейский, Чуртанский, Шешуковский.
Постановлением президиума Ураблоблисполкома от 15 сентября 1926 года Большебоковский сельсовет преобразован в Боковский.
Постановлениями ВЦИК от:
- 1 января 1932 года к району присоединены Ворсихинский, Готопутовский, Дмитриевский, Желнинский, Жидоусовский, Новониколаевский, Пегушинский, Преображенский, Тиханихинский и Чистяковские сельсоветы упразднённого Сорокинского района.
- 17 января 1934 года район включён в состав Челябинской области.
- 7 декабря 1934 г. передан в состав Омской области.
- 25 января 1935 г. — район разукрупнён. При этом в Сорокинский район передано 10 сельсоветов, бывших в нём до упразднения, а также Знаменщиковский сельсовет. Вяткинский сельсовет передан в Абатский район.

19 сентября 1939 г. — упразднены Бородинский, Жигульский, Малиновский, Михайловский, Николаевский, Пестовский, Смирновский, Тамакульский и Ташаирский сельсоветы.
- 14 августа 1944 года передан в состав образованной Тюменской области.
- 17 июня 1954 г. упразднены Боковский, Волынкинский, Заборский, Катайский, Малаховский, Одинский, Серебрянский, Чебаклейский и Шешуковский сельсоветы. 3 мая 1960 г. упразднён Коточиговский сельсовет. 11 июня 1960 г. упразднён Боровлянский сельсовет. 5 октября 1961 г. образован вновь Коточиговский сельсовет. Ачимовский, Базарихинский и Усть-Барсукский сельсоветы упразднены. 12 апреля 1962 г. упразднён Боровской сельсовет. 1 февраля 1963 г. район упразднён. Территория вошла в состав укрупненного Абатского района. 12 января 1965 г. район образован вновь из 13 сельсоветов, входивших в него до упразднения, и Нововяткинского сельсовета Абатского района. 16 июля 1970 г. Покровский сельсовет переименован в Сартамский.

## Муниципально-территориальное устройство
С 2023 года в Викуловском муниципальном районе 14 сельских поселений, включающих 53 населённых пункта:
| №  | Сельские поселения                 | Админ. центр      | Количество населённых пунктов | Население | Площадь, км² |
| -- | ---------------------------------- | ----------------- | ----------------------------- | --------- | ------------ |
| 1  | Балаганское сельское поселение     | село Балаганы     | 6                             | ↗952      | 367,92       |
| 2  | Березинское сельское поселение     | село Березино     | 4                             | ↗793      | 218,69       |
| 3  | Викуловское сельское поселение     | село Викулово     | 2                             | ↘7118     | 122,00       |
| 4  | Ермаковское сельское поселение     | село Ермаки       | 3                             | ↗309      | 304,33       |
| 5  | Калининское сельское поселение     | село Калинино     | 5                             | ↗565      | 277,61       |
| 6  | Каргалинское сельское поселение    | село Каргалы      | 3                             | ↘817      | 367,22       |
| 7  | Коточиговское сельское поселение   | село Коточиги     | 6                             | ↗791      | 561,22       |
| 8  | Нововяткинское сельское поселение  | село Нововяткино  | 4                             | ↗567      | 167,99       |
| 9  | Озёрнинское сельское поселение     | село Озерное      | 3                             | ↗720      | 984,59       |
| 10 | Поддубровинское сельское поселение | село Поддубровное | 4                             | ↗667      | 214,85       |
| 11 | Рябовское сельское поселение       | село Рябово       | 2                             | ↘308      | 1012,06      |
| 12 | Сартамское сельское поселение      | село Сартам       | 5                             | ↘540      | 557,47       |
| 13 | Скрипкинское сельское поселение    | село Скрипкино    | 4                             | ↘121      | 405,33       |
| 14 | Чуртанское сельское поселение      | село Чуртан       | 3                             | ↘814      | 237,61       |

### Населённые пункты
| №  | Населённый пункт | Тип     | Население | Муниципальное образование          |
| -- | ---------------- | ------- | --------- | ---------------------------------- |
| 1  | Александровка    | деревня | 4         | Коточиговское сельское поселение   |
| 2  | Анценск          | деревня | 18        | Коточиговское сельское поселение   |
| 3  | Ачимово          | село    | 134       | Озёрнинское сельское поселение     |
| 4  | Базариха         | село    | 174       | Коточиговское сельское поселение   |
| 5  | Балаганы         | село    | 598       | Балаганское сельское поселение     |
| 6  | Березино         | село    | 285       | Березинское сельское поселение     |
| 7  | Блиниха          | деревня | 1         | Калининское сельское поселение     |
| 8  | Бобры            | село    | 59        | Каргалинское сельское поселение    |
| 9  | Боково           | село    | 288       | Березинское сельское поселение     |
| 10 | Борки            | деревня | 121       | Калининское сельское поселение     |
| 11 | Бородино         | село    | 137       | Коточиговское сельское поселение   |
| 12 | Викулово         | село    | ↘6573     | Викуловское сельское поселение     |
| 13 | Долгушино        | село    | 129       | Сартамское сельское поселение      |
| 14 | Доставалово      | село    | 188       | Чуртанское сельское поселение      |
| 15 | Еловка           | село    | 46        | Ермаковское сельское поселение     |
| 16 | Ермаки           | село    | 265       | Ермаковское сельское поселение     |
| 17 | Жигули           | село    | 62        | Скрипкинское сельское поселение    |
| 18 | Заборка          | деревня | 187       | Балаганское сельское поселение     |
| 19 | Иковское         | деревня | 123       | Березинское сельское поселение     |
| 20 | Калинино         | село    | 489       | Калининское сельское поселение     |
| 21 | Каргалы          | село    | 832       | Каргалинское сельское поселение    |
| 22 | Катай            | деревня | 14        | Озёрнинское сельское поселение     |
| 23 | Комиссаровка     | деревня | 130       | Нововяткинское сельское поселение  |
| 24 | Коточиги         | село    | 532       | Коточиговское сельское поселение   |
| 25 | Красная Елань    | деревня | 27        | Коточиговское сельское поселение   |
| 26 | Малахово         | село    | 157       | Чуртанское сельское поселение      |
| 27 | Малышево         | село    | 96        | Поддубровинское сельское поселение |
| 28 | Новоборовая      | деревня | 27        | Сартамское сельское поселение      |
| 29 | Нововяткино      | село    | 411       | Нововяткинское сельское поселение  |
| 30 | Новомалахова     | деревня | 56        | Нововяткинское сельское поселение  |
| 31 | Новоникольск     | деревня | 10        | Калининское сельское поселение     |
| 32 | Одино            | село    | 147       | Поддубровинское сельское поселение |
| 33 | Озерное          | село    | 708       | Озёрнинское сельское поселение     |
| 34 | Осиновка         | село    | 65        | Ермаковское сельское поселение     |
| 35 | Пестовка         | деревня | 0         | Скрипкинское сельское поселение    |
| 36 | Пестово          | село    | 161       | Балаганское сельское поселение     |
| 37 | Петрова          | деревня | 123       | Березинское сельское поселение     |
| 38 | Поддубровное     | село    | 509       | Поддубровинское сельское поселение |
| 39 | Покровка         | село    | 11        | Сартамское сельское поселение      |
| 40 | Рябово           | село    | 261       | Рябовское сельское поселение       |
| 41 | Сартам           | село    | 408       | Сартамское сельское поселение      |
| 42 | Серебрянка       | село    | 54        | Каргалинское сельское поселение    |
| 43 | Скрипкино        | село    | 122       | Скрипкинское сельское поселение    |
| 44 | Староборовая     | деревня | 92        | Сартамское сельское поселение      |
| 45 | Тамакуль         | деревня | 7         | Скрипкинское сельское поселение    |
| 46 | Тюлешов Бор      | деревня | 89        | Балаганское сельское поселение     |
| 47 | Усть-Барсук      | село    | 54        | Калининское сельское поселение     |
| 48 | Чаша             | деревня | 13        | Нововяткинское сельское поселение  |
| 49 | Чебаклей         | село    | 247       | Викуловское сельское поселение     |
| 50 | Чернышева        | деревня | 62        | Балаганское сельское поселение     |
| 51 | Чуртан           | село    | 512       | Чуртанское сельское поселение      |
| 52 | Шешуки           | село    | 174       | Рябовское сельское поселение       |
| 53 | Юшкова           | деревня | 21        | Поддубровинское сельское поселение |

Упразднённые населённые пункты
- 2004 год — деревни Бодагова, Волынкина и Калманка.
- 2015 год — деревня Бурмистрова.
- 2023 год — деревня Резанова.

## Интересные факты
По фамилиям и званиям заготовителей сена называются до сих пор многие излучины рек Ишима, Ика, Барсука вблизи которых косили: казачья, солдатская, майорская, поповская, слободская, Печаткина, Полуянова, Кокина, Сараева, Партышева вблизи Викулова; Панова недалеко от Поддубровной, Курлаева под Малышевой, Ковалёва у Каргалов и другие.
От фамилий первых или распространённых фамилий, по всей вероятности, названы 34 селения, а именно: Викулова, Калинина, Петрова, Волынкина, Ново-Вяткина, Ачимова, Юшкова, Юшкова, Долгушина, Русанова, Колмыкова, Сатро-Щетникова, Чернышова, Пестова, Малышева, Березина, Бунькова, Южакова, Панова, Аксенова, Рябова и некоторые другие.
От названий рек произошли названия следующих селений: Чуртан, Серебрянка, Чебаклей, Ташаир, Озёрная, Ик, Сартам Калган.
Из-за сосновых боров названы Каргалы (Сокращенное татарское «каргайлы», что значит «сосновый»), Заборка, Боровая, Поддубровное и Тюляшев Бор.